# Tunica County
Tunica County is een county in de Amerikaanse staat Mississippi.
De county heeft een landoppervlakte van 1.178 km² en telt 9.227 inwoners (volkstelling 2000). De hoofdplaats is Tunica.

## Bevolkingsontwikkeling

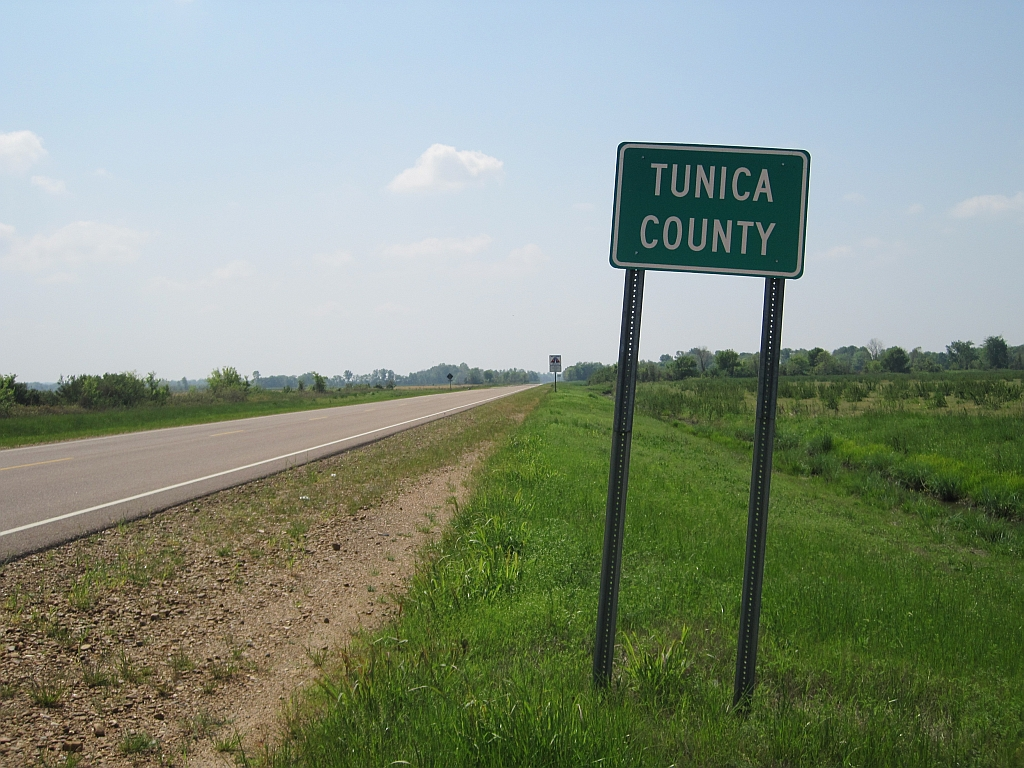
Tunica County